# Ulex borgiae
Ulex borgiae är en ärtväxtart som beskrevs av Rivas Mart.. Ulex borgiae ingår i släktet ärttörnen, och familjen ärtväxter. Inga underarter finns listade i Catalogue of Life.